# ديفيد أرتشولينا
ديفيد جيمس أرتشولينا (بالإنجليزية: David Archuleta)‏ (ولد في 28 ديسمبر 1990) مغني وكاتب أغاني أمريكي. في سن العاشرة فاز بمسابقة مواهب الأطفال لمقاطعة يوتاه التي قادته لمنافسات الغناء التليفزيونية. في الثانية عشر، حصل على بطولة الصوت الأصغر في البحث عن النجوم 2. في عام 2007، أختبر عندما أصبح ستة عشر عاما، وأصبح واحدا من أصغر من وصلوا للنهائي في الموسم السابع للحلم الأمريكي. في مايو 2008 أنهى في مركز الوصيف، وحصل على 44 في المئة من أكثر من 97 مليون صوت.
في أغسطس 2008 أصدر أرتشوليتا "كراشcrush" أول أغنية فردية من ألبومه الأول الذي يحمل اسمه. أصدر الألبوم بعد شهرين، لأول مرة في المرتبة الثانية فيقوائم المبيعات الموسيقية 200 عن شهر يونيو 2009، باع أكثر من 725,000 نسخة في الولايات المتحدة وأكثر من 900,000 في جميع أنحاء العالم.

## الروابط الخارجية
- Official website
- ديفيد أرتشولينا على موقع IMDb (الإنجليزية)
- ديفيد أرتشولينا على موقع ميوزك برينز (الإنجليزية)
- ديفيد أرتشولينا على موقع إن إن دي بي (الإنجليزية)
- ديفيد أرتشولينا على موقع أول ميوزيك (الإنجليزية)
- ديفيد أرتشولينا على موقع ديسكوغز (الإنجليزية)
- ديفيد أرتشولينا على موقع قاعدة بيانات الفيلم (الإنجليزية)
- David Archuleta at يوتيوب
- Video and audio clips from Archuleta's official website prior to 2006.
- David Archuleta at أمريكان آيدول